# クリスティーン・オールグー

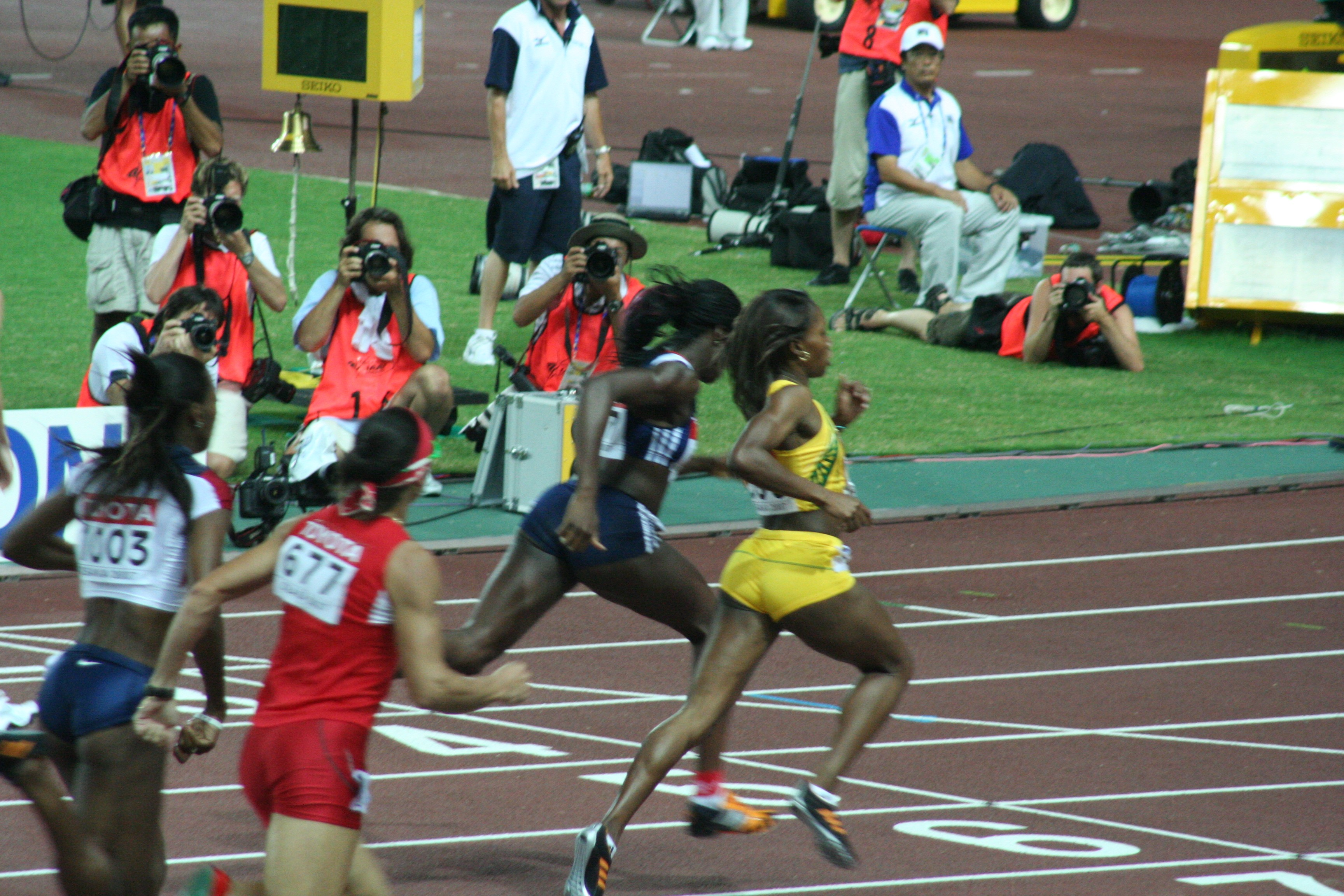
2007年世界陸上選手権におけるオールグー
（右から2番目の選手）

クリスティーン・オールグー（Christine Ijeoma Ohuruogu、1984年5月17日 - ）は、イギリスの陸上競技選手。2008年北京オリンピック女子400mの金メダリストである。

## 経歴
オールグーは、ナイジェリア人を両親に持ち、2012年ロンドンオリンピックの主競技場から1マイルも離れていないニューアムで育った。2005年にユニヴァーシティ・カレッジ・ロンドンを卒業。地元のアスレチッククラブに所属し、カレッジではネットボールの選手でもあった。
オールグーは、400mを専門とする選手で、2003年のヨーロッパジュニア選手権では銅メダルを獲得。2004年の英国選手権を制し、アテネオリンピックに出場。準決勝で4位に終わり、惜しくも決勝進出はならなかった。また、4×400mリレーでは決勝で4位となり、こちらは惜しくもメダル獲得がならなかった。2005年のヘルシンキの世界選手権では、400mで前年のアテネと同じ準決勝で4位に終わったものの、4×400mリレーでは3位となり、銅メダルを獲得した。
2006年のコモンウェルスゲームズでは、400mで優勝候補のアテネオリンピック金メダリストのバハマのトニーク・ウィリアムズ・ダーリンを予選、準決勝そして決勝でも下し、大きな国際大会で初めての金メダルを獲得した。また、4×400mリレーではイングランド代表として出場し、トップでゴールをしたものの、バトンゾーンでの位置取りの違反があったとして失格となり2個目の金メダルはならなかった。
オールグーは、同年6月に、1年間に3回ドーピング検査を回避したという理由から、国際陸連のルールにより1年間の出場停止と、英国オリンピック協会から今後のオリンピック出場停止処分を受けた。オールグーは、スポーツ仲裁裁判所に提訴。しかし、原処分を覆すことはできず1年間の出場停止となる。しかし、オールグーは、オリンピックへの出場を求めて、再び提訴する。
オールグーは、翌2007年に行われた大阪の世界選手権の直前に1年ぶりに競技に復帰し400mに出場。当時この種目でもっとも強いと言われていたアメリカのサーニャ・リチャーズが出場しなかったこともあったが、いきなり金メダルを獲得。さらに4×400mでも銅メダルを獲得した。また同年11月に、オールグーに課されていたオリンピック出場停止処分は解かれることとなる。これにより、翌年の北京オリンピックへの出場の道が開かれた。
2008年北京オリンピックでは、予選、準決勝とも1位でゴールし決勝進出。決勝では優勝候補のアメリカのリチャーズを最後の直線で突き放し、49秒62で金メダルを獲得。この種目でイギリス人女性選手として初めての金メダリストとなった。またイギリスがオリンピックの陸上競技で獲得した50個目の金メダルでもあった。
しかし、2011年に行われた大邱の世界選手権予選でフライングを犯し失格。100m決勝で失格となったウサイン・ボルト共に大バッシングを浴びることとなった。

## 自己ベスト
- 100m - 11秒35（2008年5月4日）
- 200m - 22秒85 (2009年6月10日)
- 400m - 49秒41 (2013年8月12日)

## 主な実績
| 年   | 大会                               | 場所                       | 種目         | 結果      | 記録      |
| ---- | ---------------------------------- | -------------------------- | ------------ | --------- | --------- |
| 2003 | ヨーロッパジュニア陸上選手権       | タンペレ(フィンランド)     | 400m         | 3位       | 54秒21    |
| 2004 | オリンピック                       | アテネ(ギリシャ)           | 400m         | 4位（sf） | 51秒00    |
| 2004 | オリンピック                       | アテネ(ギリシャ)           | 4×400mリレー | 4位       | 3分25秒12 |
| 2005 | 世界陸上選手権                     | ヘルシンキ(フィンランド)   | 400m         | 4位（sf） | 51秒43    |
| 2005 | 世界陸上選手権                     | ヘルシンキ(フィンランド)   | 4×400mリレー | 3位       | 3分24秒44 |
| 2006 | コモンウェルスゲームズ             | メルボルン(オーストラリア) | 400m         | 1位       | 50秒28    |
| 2006 | コモンウェルスゲームズ             | メルボルン(オーストラリア) | 4×400mリレー | -         | DQ        |
| 2007 | 世界陸上選手権                     | 大阪(日本)                 | 400m         | 1位       | 49秒61    |
| 2007 | 世界陸上選手権                     | 大阪(日本)                 | 4×400mリレー | 3位       | 3分20秒04 |
| 2007 | IAAFワールドアスレチックファイナル | シュトゥットガルト(ドイツ) | 400m         | 3位       | 50秒20    |
| 2008 | オリンピック                       | 北京(中華人民共和国)       | 400m         | 1位       | 49秒62    |
| 2008 | オリンピック                       | 北京(中華人民共和国)       | 4×400mリレー | 3位       | 3分22秒68 |
| 2008 | IAAFワールドアスレチックファイナル | シュトゥットガルト(ドイツ) | 400m         | 2位       | 50秒83    |
| 2011 | 世界陸上選手権                     | 大邱(韓国)                 | 400m         | -         | DSQ       |
| 2013 | 世界陸上選手権                     | モスクワ(ロシア)           | 400m         | 1位       | 49秒41    |

- sfは準決勝